# Upplandsmystikerna
Upplandsmystikerna startades 2005 som en reaktion mot den digitala/konceptuella och idébaserade moderna konsten. 
Syftet med konstnärsgruppen är bland annat att verka för den så kallade analoga konsten, där det hantverksmässiga, traditionella skapandet behålls genom omsorg för främst måleriet.